# Caso Gürtel
Der caso Gürtel (deutsch: Fall Gürtel) ist ein seit Anfang 2009 in Spanien bekannter, die konservative Volkspartei Partido Popular (PP) betreffender Korruptionsskandal, der sich vor allem in den Autonomieregionen Madrid und Valencia ereignet hat. Nach dem Hauptangeklagten Francisco Correa wurden die zunächst verdeckten Ermittlungen polizeiintern als „operación Gürtel“ bezeichnet (correa bedeutet auf Deutsch „Gürtel“); auch in den spanischen Medien wurde der Fall deshalb als „caso Gürtel“ bekannt.
In die Affäre verwickelt sind unter anderem mehrere Mitglieder der PP aus der Zeit, als diese unter Ministerpräsident José María Aznar die spanische Regierung stellte. Beschuldigt wurden unter anderem hohe Parteifunktionäre in den Autonomieregionen Valencia und Madrid, darunter der valencianische Ministerpräsident Francisco Camps, der infolgedessen am 20. Juli 2011 seinen Rücktritt erklärte. Im Mittelpunkt der Affäre stehen der Unternehmer Francisco Correa und drei seiner Mitarbeiter sowie der ehemalige Schatzmeister der PP, Luis Bárcenas. Indem sie sich ihres Einflusses auf Wirtschafts- und Parteigremien bedienten, haben sie durch Subventionsbetrug unterschiedlicher Firmen öffentliche Gelder veruntreut.
Im Mai 2018 wurden die Hauptangeklagten zu langen Haftstrafen verurteilt; auch die PP wurde zu einer Geldstrafe verurteilt, weil sie von einem dauerhaften System illegaler Finanzierung profitiert habe. Als Reaktion auf das Urteil strengte die Opposition im Parlament ein konstruktives Misstrauensvotum an, das zur Wahl von Pedro Sánchez zum neuen spanischen Ministerpräsidenten, und damit zur Ablösung des der PP angehörigen Mariano Rajoy führte.

## Hintergrund
Der Fall geht auf eine Anzeige Ende 2007 zurück, die ein ehemaliges Stadtratsmitglied der PP in Majadahonda gegen Correa erstattete. Gemäß den darauf folgenden Ermittlungen, die unter anderem auf heimlichen Aufnahmen von in den Fall verwickelten Personen beruhten, sollen Correa und seine drei Vertrauensleute Pérez, Crespo und Sánchez mithilfe von Scheinfirmen Geld für fiktive Aufträge aus öffentlichen Mitteln erhalten haben. Zudem sollen sie in illegaler Weise bei der Erstellung von Bebauungsplänen profitiert haben.
Die Verbindung zwischen der Gruppe um Correa und der PP soll auf die Entscheidung Aznars zurückgehen, alle öffentlichen Parteiveranstaltungen durch ein Unternehmen Correas organisieren zu lassen. Nach dem Ende der Regierungszeit Aznars wurde diese Geschäftsverbindung von Aznars Nachfolger Mariano Rajoy aufgelöst. Mithilfe von Geschenken und Bestechungsgeldern an PP-Mitglieder in verschiedenen Regionalregierungen und -parlamenten sollen sie daraufhin die illegalen Geschäfte vorangetrieben haben. Zu den Empfängern dieser Geschenke sollen unter anderem Alejandro Agag (der Schwiegersohn Aznars) sowie rund zwanzig weitere Mitglieder der PP zählen.

## Veröffentlichung
Nachdem der Fall Anfang 2009 mit der Verhaftung Correas bekannt geworden war, berichtete die konservative Tageszeitung El Mundo, dass der zuständige Untersuchungsrichter Baltasar Garzón und der spanische Justizminister Mariano Fernández Bermejo kurz zuvor zusammen auf einer Jagdveranstaltung gewesen waren. PP-nahe Medien vermuteten daher, dass die PSOE-geführte Regierung Zapatero und Garzón sich abgesprochen hätten, um die PP in den Wochen vor den Regionalwahlen in Galicien und dem Baskenland zu schädigen. Ihnen wurde vorgeworfen, ein „Verfahren gegen eine ganze Partei“ zu planen; Garzón, der in den neunziger Jahren selbst Parlamentarier für die PSOE gewesen war, hege eine „bekannte Abneigung“ gegen die PP. Diese Vorwürfe wurden von den Beteiligten zurückgewiesen. Fernández Bermejo trat angesichts der heftigen Kritik wenig später von seinem Amt zurück; Garzón musste wegen eines Angstanfalls stationär behandelt werden. Der Madrider Regionalverband der PP, der sich als geschädigte Streitpartei in den Fall einmischte, stellte einen Befangenheitsantrag gegen ihn, der jedoch abgelehnt wurde. Nachdem die PP kurz darauf Klage wegen Rechtsbeugung gegen Garzón erhoben hatte, gab er den Fall an die obersten Gerichtshöfe der Regionen Madrid und Valencia ab, da diese wegen der Implikation von Immunitätsträgern zuständig seien. Die Klage der PP wurde Anfang April vom obersten spanischen Gerichtshof zurückgewiesen.

## Folgen der Ermittlungen

### In Madrid
Kurz nach Bekanntwerden des Falles traten in der Autonomen Gemeinschaft Madrid drei PP-Mitglieder von verschiedenen Ämtern zurück: der regionale Sportminister Alberto López Viejo, der ehemalige Bürgermeister von Majadahonda Guillermo Ortega sowie der Bürgermeister von Boadilla del Monte Arturo González Panero.
Auch der damalige PP-Schatzmeister Luis Bárcenas sowie der damalige Europaabgeordnete Gerardo Galeote und der Abgeordnete im spanischen Parlament Jesús Merino Delgado wurden von den Ermittlern beschuldigt, in den Fall verwickelt zu sein. Die Medien veröffentlichten zudem weitere Namen von Personen, die laut den Ermittlungsakten in den Fall verwickelt seien, darunter den ehemaligen stellvertretenden Ministerpräsidenten der Region Kastilien-León, Jesús Merino.
Am 6. Oktober 2009 wurde rund ein Viertel der Ermittlungsakten vom Obersten Gerichtshof von Madrid freigegeben, die die Untersuchungen Garzóns beinhalteten. Daraufhin wurden drei weitere regionale Parlamentarier der PP aus der Partei ausgeschlossen. Andere Beschuldigte behielten jedoch ihre Parteimitgliedschaft. Prominent wurde der Fall von Luis Bárcenas, dessen Anwaltskosten sogar von der PP übernommen wurden. Auch als am 6. April 2010 weitere Ermittlungsakten veröffentlicht wurden, die unter anderem neue Hinweise darauf enthielten, dass Bárcenas illegale Provisionen kassiert hatte, hielt die PP zunächst an ihrer Unterstützung für ihn fest. Bárcenas kündigte dann jedoch selbst seinen Parteiaustritt, und einige Wochen später auch den Verzicht auf seinen Sitz im spanischen Senat an. Auch Jesús Merino Delgado legte sein Mandat nieder.

### In Valencia

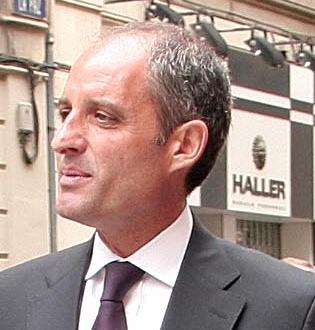
Francisco Camps, der Ministerpräsident der Region Valencia, trat infolge der Affäre 2011 von seinem Amt zurück.

Auch in der Region Valencia hatte der Fall Auswirkungen. Schon bald wurde bekannt, dass der regionale Ministerpräsident Francisco Camps gemäß den Ermittlungen Garzóns Geschenke in Form teurer Anzüge und anderer Kleidungsstücke von Correa und anderen Mittätern erhalten hatte. Garzón warf zudem dem PP-Generalsekretär in der Region Valencia und Fraktionschef im regionalen Parlament, Ricardo Costa, sowie weiteren hochrangigen Parteimitgliedern eine Verwicklung in die Affäre vor. Nachdem Camps zunächst erklärt hatte, die Anzüge selbst bezahlt zu haben, gestand er später das Geschenk ein, gab jedoch an, dafür keine Gegenleistung erbracht zu haben.
Am 14. Mai 2009, wenige Wochen vor der Europawahl in Spanien 2009, gab der Oberste Gerichtshof der Region Valencia bekannt, dass Camps, Costa sowie zwei weitere PP-Mitglieder als Beschuldigte verhört werden sollten. Verschiedene hochrangige Mitglieder der nationalen PP-Führung verteidigten unmittelbar darauf die Unschuld Camps’ und kritisierten die „Treibjagd“ gegen ihn. Nach dem Verhör am 20. Mai gab der Gerichtshof die Eröffnung eines Verfahrens gegen Camps bekannt. Dieses Verfahren wurde jedoch wenige Wochen später wieder eingestellt, nachdem der Gerichtshof mit zwei Stimmen gegen eine festgestellt hatte, dass nicht hinreichend Indizien vorlägen, um die geschenkten Anzüge mit der Erteilung öffentlicher Aufträge an Correa und seine Mitarbeiter in Verbindung zu bringen. Die Staatsanwaltschaft legte jedoch Berufung gegen diese Entscheidung ein. Auch die valencianische PSOE mischte sich in den Fall ein, nachdem bekannt wurde, dass einer der Richter, die für die Einstellung des Falls gestimmt hatten, mit Camps befreundet war. Im Mai 2010 ordnete das Tribunal Supremo, der oberste spanische Gerichtshof, die Wiederaufnahme der Ermittlungen gegen Camps an. Im Juli 2011 beschloss der Ermittlungsrichter des valencianischen Obersten Gerichtshofs die Einleitung eines Verfahrens, das im Herbst 2011 eröffnet werden soll. Am 20. Juli 2011 gab Camps deshalb seinen Rücktritt als Ministerpräsident bekannt, erklärte jedoch weiterhin seine Unschuld. Zwei weitere Parteimitglieder erklärten sich hingegen für schuldig, um die vom valencianischen Obersten Gerichtshof angesetzte mündliche Verhandlung im Korruptionsverfahren zu vermeiden, die in den Wahlkampf vor den für 2012 geplanten spanischen Parlamentswahlen gefallen wäre. Zuvor hatten sie mit der nationalen Führungsspitze der PP über mögliche politische Kompensationen für diesen Schritt verhandelt. Da Camps und Costa die Schulderklärung jedoch verweigerten, wird das Verfahren dennoch stattfinden.
Am 24. September 2009 berichtete die Zeitung El País schließlich über einen Polizeibericht, der die Funktionsweise der Bestechungen in Valencia erläuterte. Demzufolge hätten Ricardo Costa sowie der regionale Vizeministerpräsident Vicente Rambla eine zentrale Position darin innegehabt und auch illegale Parteispenden für die PP angenommen. Kurz darauf berichtete die Zeitung über verschiedene polizeiliche Abhöroperationen gegen Vertraute Correas, die belegen sollten, dass Camps über die Affäre informiert gewesen sei. Nachdem daraufhin die nationale PP-Spitze zwar noch einmal Camps in Schutz genommen, aber dennoch vom Regionalverband der Partei Konsequenzen gefordert hatte, wurde im Oktober 2009 Ricardo Costa „vorläufig“ aus seinen Ämtern entlassen, ebenso wie einige weitere Parteimitglieder. Im September 2010 wurde er allerdings wieder in die Partei aufgenommen und bei den valencianischen Regionalwahlen 2011 ebenso wie andere im Rahmen der Affäre beschuldigte Parteimitglieder wieder auf einem sicheren Listenplatz aufgestellt, sodass er ins Regionalparlament zurückkehren konnte.

### Auf Regierungsebene
Ana Mato, seit dem 22. Dezember 2011 Ministerin für Gesundheit, Wohlfahrt und Gleichstellung im Kabinett Rajoy, kündigte am 26. November 2014 ihren Rücktritt an; sie wolle Schaden von der Regierung und ihrer Partei (PP) abwenden.
Nach der Urteilsverkündigung vom 25. Mai 2018, in der auch die Finanzierung des PP schwer belastet wurde, kam es zu einem Misstrauensantrag durch die sozialistische Partei (PSOE) gegen die vom PP gestellte Minderheitsregierung von Mariano Rajoy.

## Abhöraffäre
Zu einer „Affäre in der Affäre“ kam es, als bekannt wurde, dass ein großer Teil der Ermittlungen Garzóns sich auf heimlich abgehörte Gespräche von Beschuldigten des Falles mit ihren Anwälten stützte. Francisco Correa sowie einige weitere Beschuldigte erhoben deshalb Anklage wegen Rechtsbeugung gegen Garzón. Am 23. März 2010 beschloss der Oberste Gerichtshof von Madrid, die Gesprächsprotokolle nicht als Beweismittel zuzulassen. Am 9. Februar 2012 verhängte der Senat des obersten Gerichts ein elfjähriges Berufsverbot gegen Garzón.

## Strafprozess

### Prozessverlauf
Am 16. Januar 2015 verkündete die für die Korruptionsbekämpfung zuständige Staatsanwaltschaft in Madrid das geforderte Strafmaß: 125 Jahre und sechs Monate Haft, sowie 15,5 Millionen Euro Geldstrafe für Francisco Correa und 42 Jahre und sechs Monate Haft für Luis Bárcenas. Dieser hatte unter anderem ein Vermögen in Höhe von 48,2 Millionen Euro vor der Steuerbehörde in der Schweiz versteckt.
Im Februar 2015 eröffnete der Staatsanwalt Pablo Ruz nach fünfjährigen Ermittlungen das Verfahren gegen insgesamt vierzig Beschuldigte.
Ihnen wird u. a. Bestechung, Betrug, Unterschlagung, Urkundenfälschung, Geldwäsche, Vorteilsgewährung und Steuerhinterziehung vorgeworfen.
Neben den Hauptbeschuldigten Correa und Bàrcenas, die jeweils eine Kaution in Höhe von ca. 60 Millionen (Correa) und fast 90 Millionen Euro (Bàrcenas) hinterlegen mussten, sind weitere Geschäftsleute und ehemalige Lokalpolitiker der Partido Popular aus der Region Madrid und Valencia angeklagt.
Im Oktober 2015 wurden die Richterin Concepción Espejel und der Richter Enrique López auf Antrag der Staatsanwaltschaft wegen Befangenheit aus dem Gericht entfernt, nachdem sich herausgestellt hatte, dass beide enge Beziehungen zur Partido Popular unterhielten und diese sie in ihrer juristischen Karriere unterstützt hatte.
Im Februar 2017 entschied der Oberste Gerichtshof der Valencianischen Gemeinschaft (Tribunal Superior de Justicia de la Comunidad Valenciana (TSJCV)) die drei Hauptangeklagten Francisco Correa, Pablo Crespo und Álvaro Pérez aufgrund der schwerwiegenden Anschuldigungen und Anklagen und der damit verbundenen Fluchtgefahr und weiterer noch ausstehender Anklagepunkte in vorläufiges Gewahrsam zu nehmen. Die drei Verurteilten beginnen somit ihre zunächst provisorische Gefängnisstrafe bis zum endgültigen Entscheid. Alle drei wurden in ein Gefängnis nach Madrid überführt, damit sie für die Hauptanklagepunkte des caso Gürtel der Audiencia Nacional zur Verfügung stehen.

### Urteile
Am 10. Februar 2017 wurden die drei Hauptangeklagten im Caso Gürtel aus Valencia Francisco Correa Sánchez, Pablo Crespo und Álvaro Pérez (El Bigotes) vom obersten Gericht der Valencianischen Gemeinschaft zu Freiheitsstrafen von je 13 Jahren wegen Unterschlagung öffentlicher Gelder im Zusammenhang mit der Tourismus-Messe von Valencia (Feria Internacional de Turismo, FITUR) verurteilt. Insgesamt wurden 11 von zuvor 13 Angeklagten wegen Veruntreuung öffentlicher Gelder, Vorteilsgewährung, Bestechung, Fälschung und Verschwörung verurteilt. Die weiteren Verurteilten erhielten Strafen zwischen drei und zehn Jahren. Von diesen 11 Verurteilten erhielten fünf ein zusätzliches Berufsverbot für alle öffentliche Ämter. Gegen das Urteil kann Revision eingelegt werden. Bis zur endgültigen Entscheidung können alle auf freiem Fuß bleiben, außer einer der Verurteilten entscheidet sich freiwillig zum Antritt der Strafe. Wegen der Höhe der Strafen könnte auch die Anklagebehörde, bzw. die PSPV-PSOE als Klägerin aufgrund der Fluchtgefahr eine vorläufige Gefängnisstrafe beantragen.
Am 24. Mai 2018 verkündete die Audiencia Nacional das Urteil für die Ereignisse zwischen 1999 und 2005 (Urteile für die späteren Ereignisse sollten folgen): Von 37 Angeklagten wurden acht freigesprochen, die übrigen erhielten empfindliche Haft- und Geldstrafen für weitreichende Vergehen, darunter u. a. Korruption, Diebstahl, Mitgliedschaft in einer kriminellen Vereinigung, Veruntreuung öffentlicher Mittel, Urkundenfälschung, Geldwäsche und Steuerbetrug; der Hauptangeklagte, Francisco Correa, erhielt eine Haftstrafe von 51 Jahren und 11 Monate; der Mitangeklagte Barcenas wurde zu 33 Jahren Haft und einer Strafe von 44 Millionen Euro verurteilt, seine Ehefrau, Rosalía Iglesias, wurde als Begünstigte und für Steuervergehen, zu 15 Jahren Haft verurteilt. Der Partido Popular wurde dazu verurteilt, 245.492 Euro zu zahlen; in dem 1.687 Seiten langen Urteil wird der Partei vorgeworfen, mindestens ab 1989 dauerhafte parallele, okkulte Finanzierungssysteme eingerichtet zu haben; der PP habe über die Jahre 1999 bis 2005 mit Correa eine „stabile“ Zusammenarbeit in einer Reihe von Gemeinden der Region Madrid und Valencia, sowie mit den autonomen Regionen Madrid sowie Kastilien und León eingerichtet, durch die die Firmen Correas in öffentlichen Ausschreibungen willkürlich begünstigt wurden und überhöhte Preise erhielten; der Angeklagte Barcenas habe dabei grosse Summen für den PP kassiert und auf private Konten in der Schweiz eingezahlt.